# Key 103
La Key 103 è una stazione radiofonica di Manchester, in Regno Unito. La sua produzione tratta principalmente pop contemporaneo e dance music. Ne è proprietaria la Bauer Radio che fa parte della Big City Network.